# Stepfanie Kramer
Stepfanie Kramer (* 6. August 1956 in Los Angeles, Kalifornien) ist eine US-amerikanische Schauspielerin.

## Leben
Kramer hatte bereits während ihrer Schulzeit Ende der 1970er Jahre Gastrollen in Fernsehserien wie Starsky & Hutch und Fantasy Island. 1983 hatte sie eine Hauptrolle in der ersten Staffel der NBC-Sitcom We Got It Made. Sie verließ die Serie zugunsten der weiblichen Hauptrolle an der Seite von Fred Dryer in der von Stephen J. Cannell produzierten Serie Hunter. Bis zu ihrem freiwilligen Ausstieg aus der Serie 1990 spielte sie in 130 Folgen Lt. Dee Dee McCall. Während der 1990er Jahre heiratete sie und bekam eine Tochter. In dieser Zeit spielte sie nur sporadisch in Fernsehproduktionen. Nach zwei erfolgreichen auf Hunter basierenden Fernsehfilmen wurde die Serie 2003 neu aufgelegt, jedoch bereits nach vier Folgen wieder eingestellt.
Kramer war auch als Musikerin tätig. Sie veröffentlichte 1999 ein erstes Album mit teilweise selbst komponierter Musik unter dem Namen One Dream, 2008 erschien das Coveralbum The Great American Song Book.

## Filmografie (Auswahl)
- 1977: Starsky & Hutch (Fernsehserie, eine Folge)
- 1979: Fantasy Island (Fernsehserie, 2 Folgen)
- 1980: Vegas (Fernsehserie, eine Folge)
- 1981–1982: Unter der Sonne Kaliforniens (Knots Landing, Fernsehserie, 2 Folgen)
- 1981: Der Denver-Clan (Dynasty, Fernsehserie, 2 Folgen)
- 1983: Der Mann mit zwei Gehirnen (The Man with Two Brains)
- 1983–1984: We Got It Made (Fernsehserie, 22 Folgen)
- 1984 Das A-Team „Feueralarm“
- 1984: Trio mit vier Fäusten (Riptide, Fernsehserie, eine Folge)
- 1984: Ein Duke kommt selten allein (The Dukes of Hazzard, Fernsehserie, 2 Folgen)
- 1984–1990: Hunter (Fernsehserie, 130 Folgen)
- 1984: Mike Hammer (Mickey Spillane’s Mike Hammer, Fernsehserie, eine Folge)
- 1985: Der Schrecken der London Bridge
- 1990: Zeit der Glückseligkeit (Coins in the Fountain, Fernsehfilm)
- 1994: In den Fängen des Killers (Beyond Suspicion, Fernsehfilm)
- 1996: Achterbahn des Schreckens (Thrill, Fernsehfilm)
- 2000: Zweimal im Leben (Twice in a Lifetime, Fernsehserie, eine Folge)
- 2006: Liebe und Eis 2 (The Cutting Edge: Going for the Gold)
- 2022: Navy CIS (Fernsehserie, Folge Das Hologramm-Projekt)